# Monceau-Imbrechies
Pour les articles homonymes, voir Monceau.
Monceau-Imbrechies (en wallon Moncea-Imberchiye) est une section de la commune belge de Momignies, située en Wallonie dans la province de Hainaut. C'était des communes à part entière avant la fusion des communes de 1977.
Monceau-Imbrechies se trouve sur le territoire du Parc national de l'Entre-Sambre-et-Meuse (ESEM).
On n'y trouve pas de commerce mais elle est très proche de Chimay. Elle est peuplée d'agriculteurs et possède le plus petit musée sur la Seconde Guerre mondiale de Belgique. Elle abrite deux écoles (primaires et maternelles), quatre étangs au lieu-dit le Val d'Helpe…

## Géographie

### Communes limitrophes
| Macon     |                    | Salles          |
| Momignies | Monceau-Imbrechies | Villers-la-Tour |
|           | Momignies          | Seloignes       |

## Évolution démographique
- Sources : INS, Rem. : 1831 jusqu'en 1970 = recensements, 1976 = nombre d'habitants au 31 décembre.

## Histoire

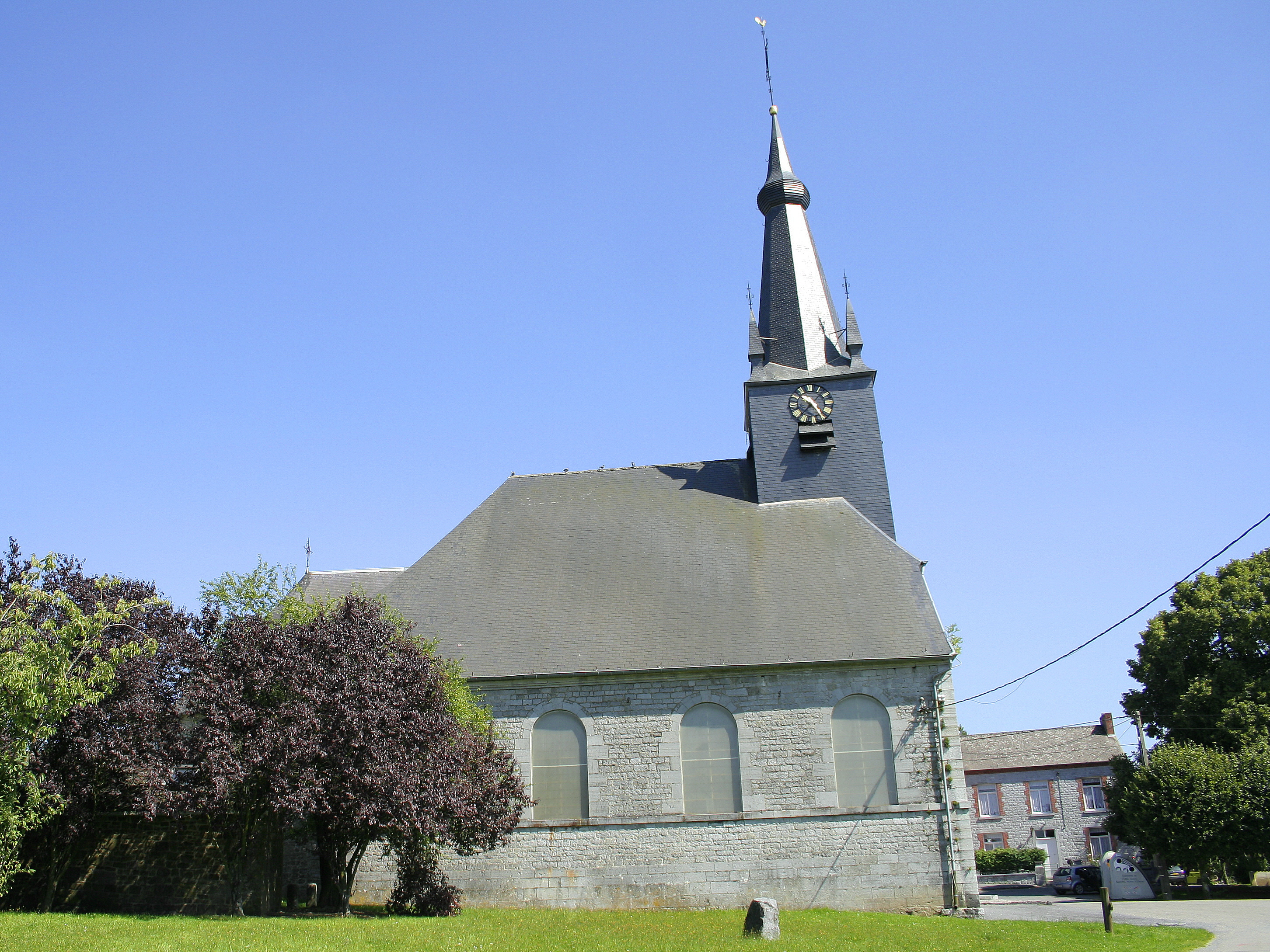
Monceau-Imbrechies, l'église St-Marcoul (1832).

En 1944, c'est à Monceau-Imbrechies que tombèrent, sur le sol belge, les premiers libérateurs américains. Un mémorial est érigé à l'endroit où eurent lieu les combats et un musée, le plus petit de Belgique, s'y trouve également. La visite du musée se fait essentiellement par réservation, à l'administration communale de Momignies.
Le 2 septembre 1944, peu après l'aube, les premières troupes américaines pénètrent donc en Belgique. Venant de la forêt de Saint-Michel, ils passent par le hameau de Cendron, près de Forge-Philippe. Vers 11 heures, le premier combat terrestre débute sur le sol belge. Il oppose les fantassins américains, 9e division, VIIe corps de la 1re armée américaine aux soldats allemands de la 2e Panzerdivision. L'affrontement fera dix morts dans les rangs américains.

## Patrimoine et culture locale

### Patrimoine architectural
- Eglise Saint-Marcoul. Construite en 1832, l'église est de style néo-classique, il possède un chœur qui remploi la chapelle initiale datée du XVIIIe siècle[1].
- Ancien château des seigneurs d'Imbrechies. Construction du XVIIe siècle et remaniés au XVIIIe ou au XIXe siècle, ancienne propriété de maîtres de forges[2].
- Chapelle Saint-Hubert. Potale en pierre calcaire datée de 1856[2].

## Galerie de photos

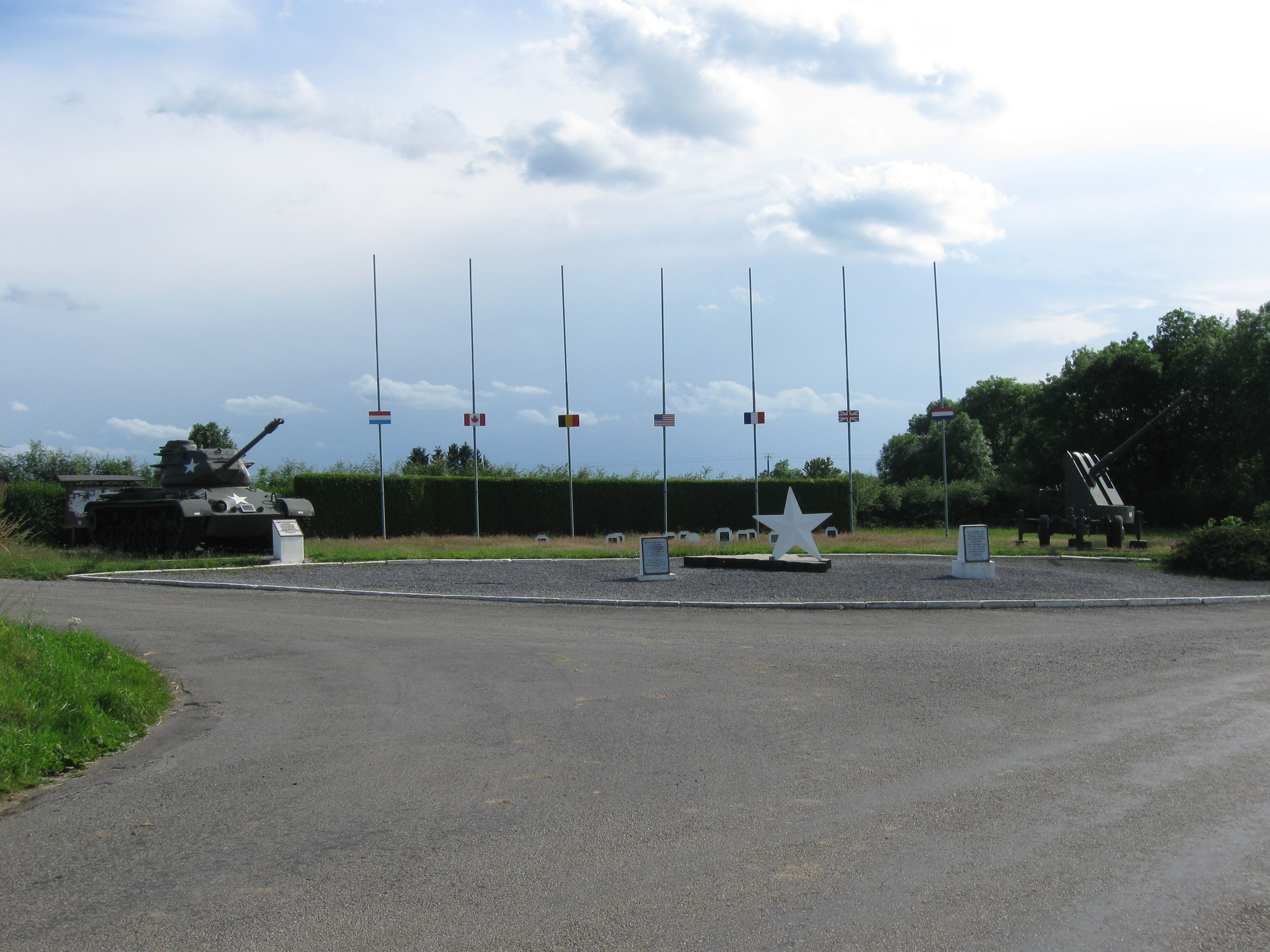
Le mémorial.
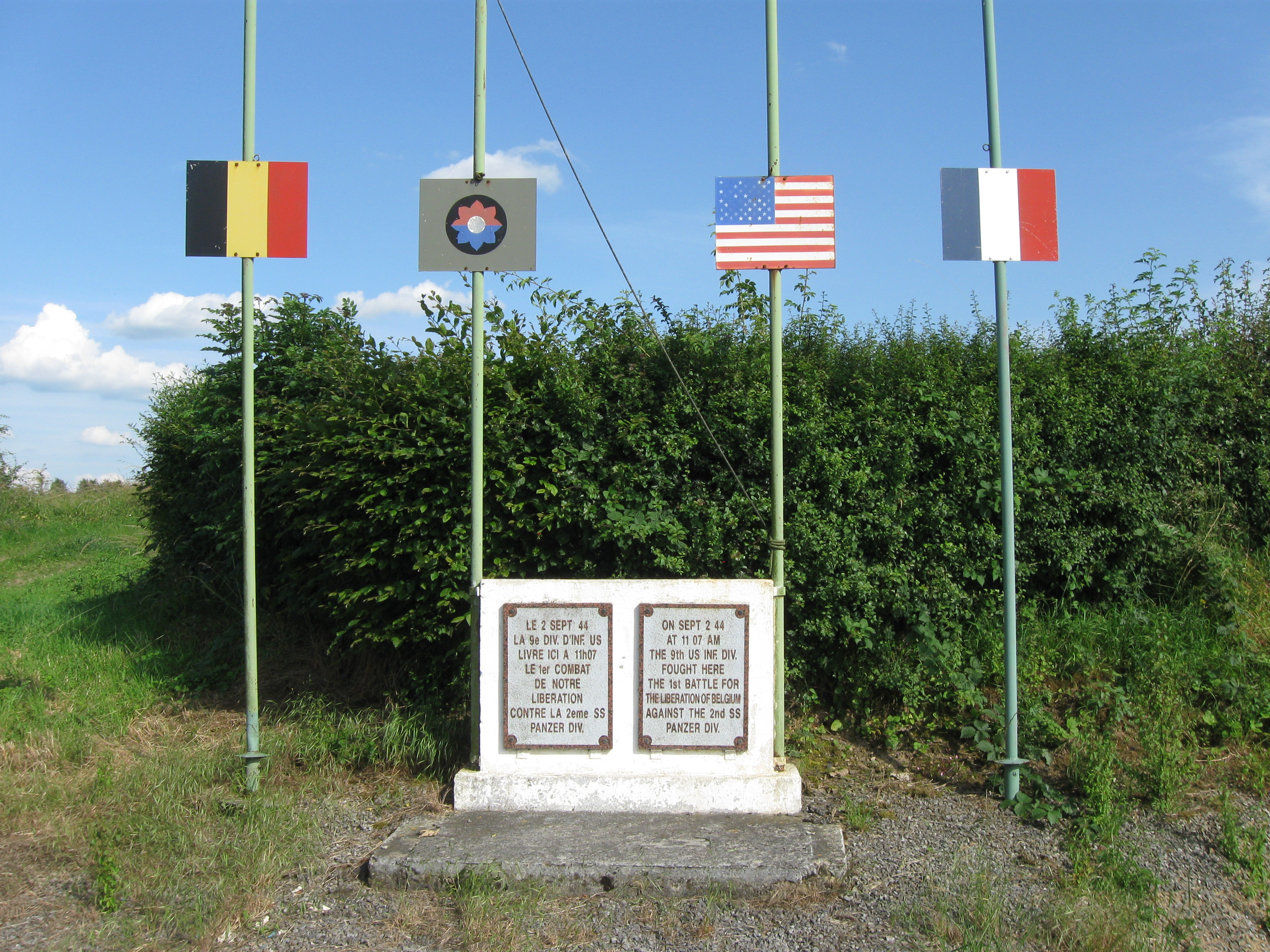